# Robert Marks von Würtemberg
Robert Olof Marks von Würtemberg, född den 4 november 1868 i Björnlunda församling, Södermanlands län, död den 2 mars 1961 i Stockholm, var en svensk friherre och militär. Han var bror till Erik Marks von Würtemberg.
Marks von Würtemberg blev underlöjtnant vid Andra livgrenadjärregementet 1888 och löjtnant där 1893. Han övergick som löjtnant till generalstaben 1897 och blev kapten där 1901 samt vid Andra livgrenadjärregementet 1906. Marks von Würtemberg befordrades till major vid generalstaben 1908, blev stabschef vid VI. arméfördelningen samma år och avdelningschef vid generalstaben 1910. Han blev överstelöjtnant vid generalstaben 1911 och vid Västerbottens regemente 1913. Marks von Würtemberg var överste och chef för Norra skånska infanteriregementet 1914–1926 och samtidigt chef för 2. infanteribrigaden från 1918. Han blev överste på övergångsstat 1926 och övergick till reserven 1928. Marks von Würtemberg invaldes som ledamot av Krigsvetenskapsakademien 1913. Han blev riddare av Svärdsorden 1909 och av Nordstjärneorden 1913, kommendör av andra klassen av Svärdsorden 1918 och kommendör av första klassen 1921.